# Combinata nordică la Jocurile Olimpice de iarnă din 2022
Probele sportive de combinata nordică la Jocurile Olimpice de iarnă din 2022 s-au desfășurat în perioada 9-17 februarie 2022 la Centrul de schi nordic și biatlon din Guyangshu.

## Sumar medalii

### Clasament pe țări
| Loc   | Țară     | Aur | Argint | Bronz | Total |
| ----- | -------- | --- | ------ | ----- | ----- |
| 1     | Norvegia | 2   | 2      | 0     | 4     |
| 2     | Germania | 1   | 1      | 0     | 2     |
| 3     | Japonia  | 0   | 0      | 2     | 2     |
| 3     | Austria  | 0   | 0      | 1     | 1     |
| Total | Total    | 3   | 3      | 3     | 9     |

### Probe sportive
| Probă sportivă                                | Aur                                                                               | Aur     | Argint                                                                  | Argint  | Bronz                                                                    | Bronz   |
| Trambulină mare / individual 10 km detalii    | Jørgen Graabak · Norvegia                                                         | 27:13,3 | Jens Lurås Oftebro · Norvegia                                           | 27:13,7 | Akito Watabe · Japonia                                                   | 27:13,9 |
| Trambulină normală / individual 10 km detalii | Vinzenz Geiger · Germania                                                         | 25:07,7 | Jørgen Graabak · Norvegia                                               | 25:08,5 | Lukas Greiderer · Austria                                                | 25:14,3 |
| Trambulină mare pe echipe / 4x5 km detalii    | Norvegia · Espen Bjørnstad · Espen Andersen · Jens Lurås Oftebro · Jørgen Graabak | 50:45,1 | Germania · Manuel Faißt · Julian Schmid · Eric Frenzel · Vinzenz Geiger | 51:40,0 | Japonia · Yoshito Watabe · Hideaki Nagai · Akito Watabe · Ryota Yamamoto | 51:40,3 |